# Quảng trường Gwanghwamun
Quảng trường Gwanghwamun (Tiếng Hàn: 광화문광장, Hanja: 光化門廣場, Hán-Việt: Quảng trường Quang Hóa môn) là một không gian công cộng trên Sejongno, Jongno-gu ở Seoul, Hàn Quốc. Quảng trường được mở cửa vào 1 tháng 8 năm 2009 bởi chính phủ đô thị Seoul và là một phần của dự án cải tạo môi trường thân thiện như suối Cheonggyecheon và Quảng trường Seoul. Nó cũng mang ý nghĩa lịch sử như vị trí của tòa nhà hành chính hoàng gia, được gọi là Yukjo-geori hoặc đường của 6 bộ ngành; và các tượng tướng quân Yi Sun-sin của Triều đại Triều Tiên và Vua Triều Tiên Thế Tông (Sejong).

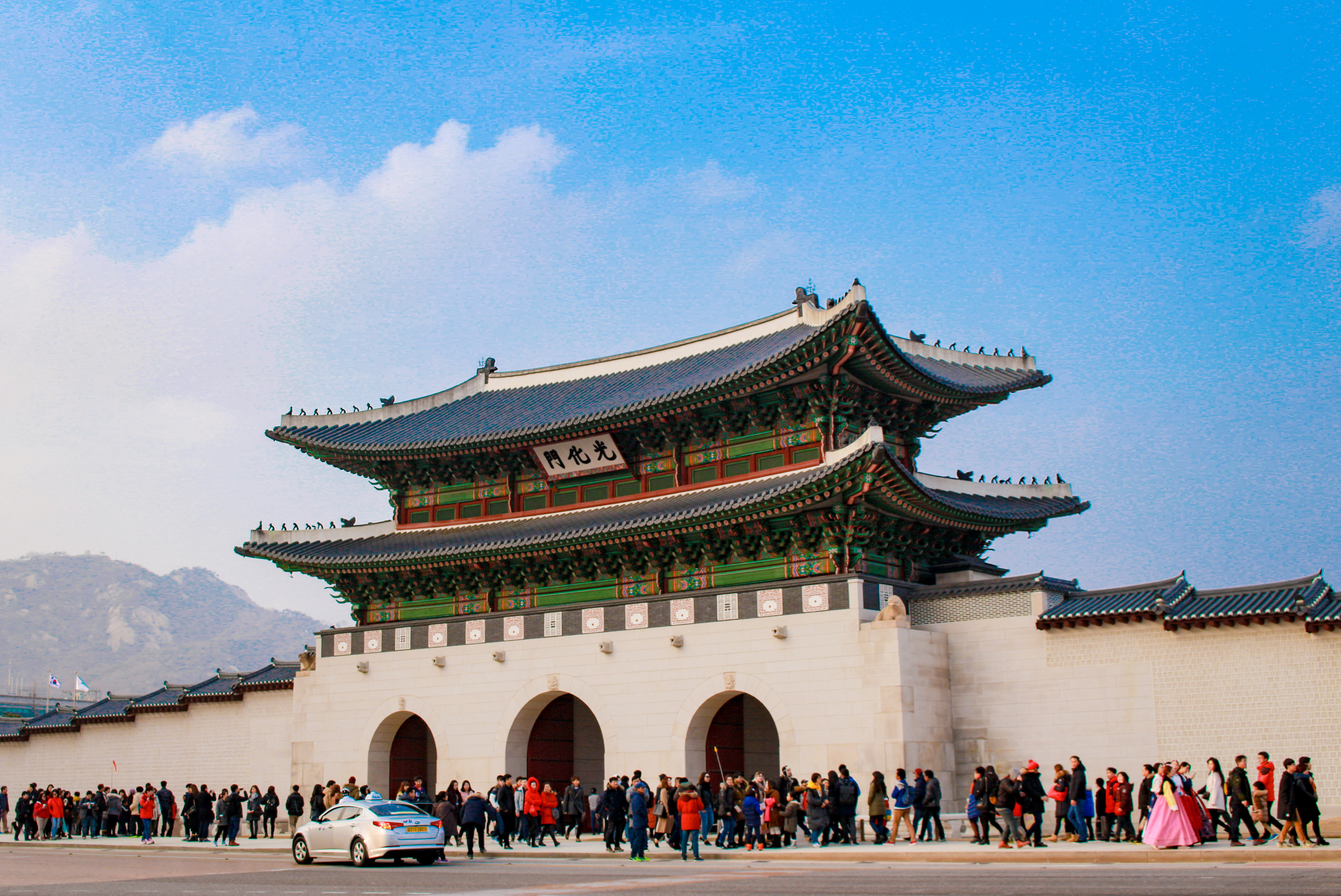
Gwanghwamun, cổng chính của Cung điện Gyeongbokgung

## Xung quang quảng trường
Quảng trường Gwanghwamun bắt đầu từ Sajik-ro phía trước Gwanghwamun, kéo dài sang cả hai phía của Sejong-daero, và được bao quanh bởi giao lộ Sejong-daero nơi Munan-ro và Jongno gặp nhau.
Bắt đầu từ Gwanghwamun, các tòa nhà và cơ sở vật chất gần đó có thể được nhìn thấy ở phía tây và phía đông của quảng trường như sau.
Phía Tây
- Tập tin:-91wiki.jpgKhu liên hợp Chính phủ SeoulKhu phức hợp Chính phủ Seoul
- Sajik-ro 8-gil

Khu liên hợp Chính phủ Seoul

- Công viên Sejongno - phía sau là tòa nhà Bộ Ngoại giao Hàn Quốc và tòa nhà phụ của Khu phức hợp Chính phủ Seoul.
- Trung tâm biểu diễn nghệ thuật Sejong
- Sejong-daero 23-gil
  - Ga Gwanghwamun sân ga tuyến số 5 nằm dưới lòng đất.
- Tòa nhà Hyundai Marine & Fire
- Tòa nhà Sekwang - Một tòa nhà hình tam giác với bảng quảng cáo Samsung Galaxy treo trên đó.
- Ga Gwanghwamun Lối ra 7
- Ga Gwanghwamun Lối ra 9

Phía Đông
- Quảng trường mở của công dân Gwanghwamun - Phía sau The Twin Towers K.
- Bảo tàng Lịch sử Quốc gia Hàn Quốc
- Đại sứ quán Hoa Kỳ tại Hàn Quốc
- Sambong-ro
- Tòa nhà KT Gwanghwamun phía Tây
  - Chi nhánh KT Gwanghwamun và Trung tâm Đổi mới Kinh tế Sáng tạo Seoul .
- Ga Gwanghwamun lối ra 2 và 3
- Tòa nhà Bảo hiểm Nhân thọ Kyobo - Trụ sở Bảo hiểm Nhân thọ Kyobo, trụ sở Nhà sách Kyobo.
  - Đại sứ quán Australia tại Hàn Quốc, Đại sứ quán Áo tại Hàn Quốc, Đại sứ quán Phần Lan tại Hàn Quốc, Đại sứ quán Colombia tại Hàn Quốc
  - Bảng thông báo bảo hiểm nhân thọ Kyobo Gwanghwamun
  - Ga Gwanghwamun Lối ra 4
- Đài tưởng niệm kỷ niệm 40 năm trị vì của vua Gojong ở Seoul

Ngoài ra, còn có một con đường ngầm trung tâm nối con đường giữa Citizens' Open Plaza và Bảo tàng Lịch sử Quốc gia Hàn Quốc và Sajik-ro 8-gil, nằm ngay đối diện nó

## Bản đồ
| Bên trái                              | Bên trái                              | Bên trái                     | Bên trái     | -            | Bên phải                                   |
| ------------------------------------- | ------------------------------------- | ---------------------------- | ------------ | ------------ | ------------------------------------------ |
| Gyeongbokgung                         |                                       |                              |              |              |                                            |
| Sajik-ro                              |                                       |                              |              |              |                                            |
| Khu phức hợp Chính phủ Seoul          | Khu phức hợp Chính phủ Seoul          | Khu phức hợp Chính phủ Seoul | Sejong-daero | Sejong-daero | Công viên Gwanghwamun Citizens Open Madang |
| Sajik-ro 8-gil                        |                                       |                              |              |              |                                            |
| Khu liên hợp Chính phủ Seoul Annex    | Công viên Sejongro                    | Công viên Sejongro           | Sejong-daero | Sejong-daero | Bảo tàng lịch sử Hàn Quốc                  |
| Khu liên hợp Chính phủ Seoul Annex    | Công viên Sejongro                    | Công viên Sejongro           | Sejong-daero | Sejong-daero | Đại sứ quán Hoa Kỳ                         |
| Trung tâm Nghệ thuật Biểu diễn Sejong | Trung tâm Nghệ thuật Biểu diễn Sejong | Tượng vua Sejong             | Sejong-daero | Sejong-daero | Sambong-ro                                 |
| Trung tâm Nghệ thuật Biểu diễn Sejong | Trung tâm Nghệ thuật Biểu diễn Sejong | Haechi Madang                | Sejong-daero | Sejong-daero | KT chi nhánh Gwanghwamun                   |
| Sejong-daero 28-gil                   |                                       |                              |              |              |                                            |
| Tòa nhà Hyundai Marine                | Tòa nhà Hyundai Marine                | Tượng Yi Sun-shin            | Sejong-daero | Sejong-daero | Tòa nhà Gwanghwamun Kyobo                  |
| Tòa nhà Hyundai Marine                | Tòa nhà Hyundai Marine                | Đài phun nước 12.23          | Sejong-daero | Sejong-daero | Tòa nhà Gwanghwamun Kyobo                  |
| Saemuan-ro                            |                                       |                              |              |              |                                            |

## Vận chuyển
- Ga Gwanghwamun trên ● Tàu điện ngầm vùng thủ đô Seoul tuyến số 5[6][7]

## Liên kết
- Gwanghwamun Plaza: Official Seoul City Tourism Lưu trữ ngày 25 tháng 2 năm 2012 tại Wayback Machine